# Gordana Garašić
Gordana Garašić (Zagreb, 25. svibnja 1970.), hrvatska časnica i prva generalica OSRH.

## Biografija
Rođena je 25. svibnja 1970. godine u Zagrebu. Diplomirala je 1994. godine na Pravnom fakultetu u Zagrebu, a pravosudni ispit položila je 2006. godine. Pohađala je specijalističke tečajeve te stručne seminare namijenjene stjecanju specijalističkih vojnih znanja te pravnih aspekata sudjelovanja u mirovnim misijama i operacijama u SAD-u, Velikoj Britaniji, Austriji, Češkoj, Belgiji i dr.
Karijeru je započela u Ministarstvu unutarnjih poslova 1994. godine te nastavila u Ministarstvu obrane i Oružanim snagama RH, a tijekom karijere obnašala je dužnost vojnog savjetnika u Vojnom predstavništvu RH pri NATO-u pri Misije RH pri NATO-u (2004. – 2008.).  Od ožujka do rujna 2010. godine sudjelovala je u NATO-ovoj mirovnoj operaciji u Afganistanu – ISAF. Po povratku iz ISAF-a raspoređena je u Ured predsjednika RH na dužnost pomoćnice savjetnika Predsjednika RH za obranu.
Odlikovana je Spomenicom domovinskog rata, Spomenicom domovinske zahvalnosti, Medaljom "Oluja", NATO-ovom medaljom "ISAF". Promaknuta u čin brigadne generalice u travnju 2014.